# Майер, Ханс (экономист)
Ханс Майер (1879—1955) — экономист, представитель австрийской экономической школы, профессор университета Вены, ученик Фридриха Визера.
Изучал право в Венском университете, получил докторскую степень в 1907 году, был на фронте в Первой мировой войне, а позже и в военном министерстве. Его относят, наряду с Людвигом Мизесом и Рихардом Штриглем, к третьему поколению (неоавстризм) австрийской школы. В незаконченной статье для «New Palgrave» Фридрих Хайек характеризует Майера как весьма одаренного, но болезненно эмоционального человека.
Современный представитель австрийской экономической школы Хансйорг Клаузингер посвятил Маейру работу — «Ганс Майер, последний рыцарь австрийской школы». Сам Клаузингер отмечает, что взгляды на деятельность Майера довольно противоречивы (некоторые считают его «предателем», некоторые «героем»). Клаузингер также пишет, что главной целью Майера, в его период, была защита и сохранение австрийской школы как данности.

## Основные работы
Список дан по «The History of Economic Thought» :
- «Untersuchungen zu dem Gruntgesetz der wirtschaftlichen Wertrechnung», 1921-28, ZfVS.
- Die Wirtschaftstheorie der Gegenwart, 1927-32.
- Der Enrkenntniswert der funktionellen Preistheorien, 1932.